# Ozarba exoplaga
Ozarba exoplaga is een vlinder van de familie van de uilen (Noctuidae). De wetenschappelijke naam van deze soort is voor het eerst voorgesteld door Emilio Berio in een publicatie uit 1940.
De soort komt voor in het Afrotropisch gebied waaronder Kaapverdië, Soedan, Eritrea, Ethiopië, Kameroen, Kenia, Tanzania, Zuid-Afrika, Madagaskar, Saudi-Arabië en Jemen.